# 포증
포증(중국어: 包拯, 병음: Bāo zhěng 바오정[*], 광둥어: Baau1 cing2 바우칭) 또는 포청천(중국어: 包靑天, 병음: Bāo qīng tiān 바오칭톈[*], 광둥어: Baau1 cing1 tin1 바우칭틴), 999년 4월 11일 ~ 1062년 5월 20일)은 중국 송나라 때의 문신이자 유명한 정치가이다. 인종 때 동경 개봉부윤으로 재직 중의 판결이 19세기에 석옥곤의 삼협오의 이후 극화되어 알려졌다.
1027년에 진사시험에 합격하고 관직은 개봉부윤을 거쳐 추밀원부사에 이르렀으며 사후 예부상서와 이부상서에 추증되고 동해군개국후(東海郡開國侯)에 추봉되었다. 사후 중국 무속에서 신으로도 숭배되며, 사후 지옥 중 5번째 지옥을 주관하는 심판관이 되었다는 전설도 나타났다. 자(字)는 희인(希仁), 이름은 증(拯), 호는 청천(靑天), 시호는 효숙(孝肅)이다. 다른 별칭으로는 포룡도(包龍圖), 포흑자(包黑子), 포흑탄(包黑炭)이라는 별칭도 있으며 중국에서는 보통 포공, 포효숙, 포청천 등으로 부른다. 중국 여주 안휘성 합비 출신이다. 저서로는 포증집, 효숙포공주의 등이 있다.

## 생애

### 출생과 과거 급제
포증은 어려서부터 효자로 유명하였고 관직에 나선 이후로는 청렴한 관리로서 유명했다. 진종 함평 2년 4월 11일에 여주부(廬州府) 합비현(合肥縣: 지금의 안휘성 합비)에서 포원외의 셋째 아들로 태어났다. 본명은 증(拯)이고 자는 희인이며, 청천(淸天)은 호였다. 위로 20여 세 연상인 친형 2명이 이미 출가해 있었다. 어머니는 며느리들과 비슷한 때 임신한 것을 부끄러워하여 그를 지우려 하였으나, 태몽을 꾸고 그만두었다 한다.
얼굴이 검었다고 하며, 드라마에서는 양 미간 사이에 초승달이 있는 것처럼 묘사되었으나, 실제 그에게는 초승달은 없었다. 어려서 포가촌의 일가, 하인의 자제들과도 스스럼없이 어울렸다 하며 아버지 포원외가 들인 독선생을 모시고 수학했다. 뒤에 음서로 관직에 올랐으나 1027년(인종 5년)에 정묘과(丁卯科) 진사(進士)시험에 응시하여 급제하였다. 건창현지현(建昌縣知縣) 등을 지내고 연로한 부모를 봉양하기 위하여 사임하였다.

### 관료 생활
부모의 3년상을 마친 뒤 1037년에 관직에 복귀하여 천장현지현(天長縣知縣), 지단주사(知端州使)를 거쳐 감찰어사대행(監察御史代行), 감찰어사(監察御史)로 있을 때 고관들의 부당한 처사를 간하여 탄핵시켰다. 이후 삼사호부판관(三司戶部判官), 하북로전운사(河北路轉運使) 등을 지냈다. 1050년에 삼사호부부사(三司戶部副使)를 거쳐 지간원(知諫院)으로 재직 중 권세를 휘두르는 귀인 장씨의 인척 장요좌(張堯佐)를 탄핵하였다. 이후 영주부윤(瀛州府尹)과 양주부윤(揚州府尹)을 거쳐 고향 여주(廬州)의 부윤으로 부임했으며, 이후 다시 지주(池州)·강녕(江寧)의 부윤을 거쳐 1057년 3월 동경 개봉부의 부윤으로 부임, 1060년 6월에 이임하였다.
그가 개봉부윤으로 부임 시 받았다는 용작두, 호작두, 개작두는 실제 카이펑에 현존하고 있다. 작두는 사형(死刑) 집행시에만 쓰던 것으로, 용작두는 황족과 왕족, 호작두는 관리와 귀족, 개작두는 일반 평민과 천인에게 적용하던 사형기구였다.
포청천은 개봉 부윤으로 재직 중, 고관대작을 가리지 않고 공정한 판결을 내렸으며, 개봉 주변의 마적과 만리장성을 넘어오는 유목 민족 도적을 소탕하였다. 또한 권력과 지위를 이용한 부패와 비리를 추상같이 척결하여 이름이 높았다. 이후 삼사사(三司使)를 거쳐 1061년 추밀원부사(樞密院副使)가 되었다.

### 사망
1062년 5월 24일에 개봉에서 병으로 사망했다. 당시 포증은 향년 63세였으며, 이때 시중에는 그가 독살당했다는 설이 돌기도 하였다. 인종은 그에게 증 동해군개국후(東海郡開國侯)에 추봉(追封)하고 예부상서(禮部尚書)에 추증했다가 다시 이부상서로 가증(加贈)하였다. 시호는 효숙(孝肅)이다. 따라서 효숙공으로 부르기도 한다.

### 사후
사심없는 판결로 유명하였으며 당파에 구애됨이 없고, 고관대작에게 아부, 타협하지 않아 청백리의 대명사가 되었으며 사후 백성들은 그를 그리워하였다. 사후 100년이 지나기도 전인 남송(南宋)과 금(金)나라 때부터 그를 주인공으로 한 희극과 시, 문학 작품이 등장하였다. 명나라 때는 수백 권으로 된 소설화본 《포공안(包公案)》, 《포룡도판백가공안(包龍圖判百家公案)》 등, 청나라 때는 《용도공안(龍圖公案)》, 《삼협오의(三俠五義)》, 《칠협오의(七俠五義)》 등의 장편소설 등이 나타났다.

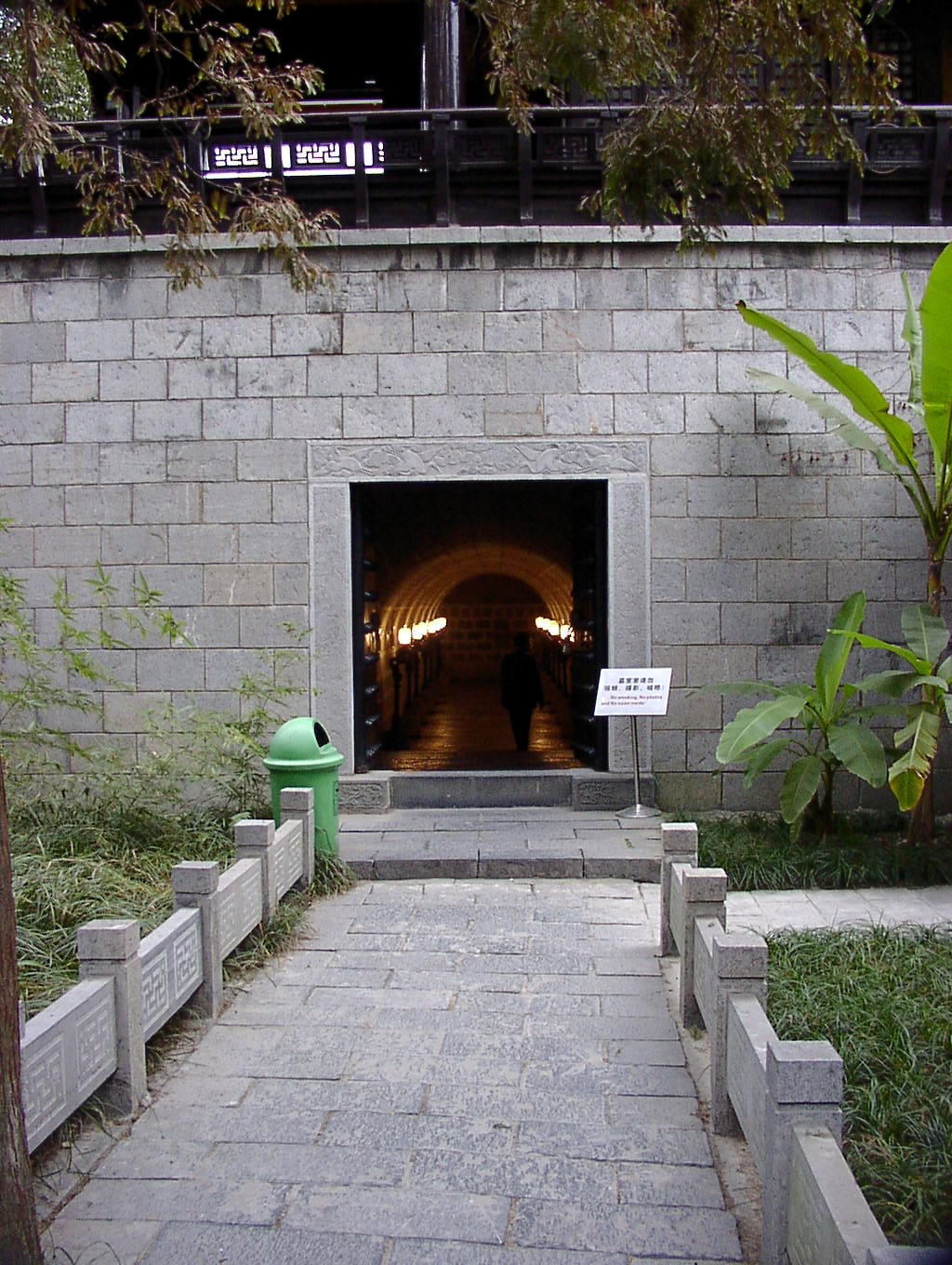
포청천묘 입구

이 중 1879년에 작가 석옥곤이 《포공안(包公案)》, 《용도공안(龍圖公案)》을 참고하여 120회본으로 축약한 《삼협오의》(三俠五義)가 혼탁한 청나라 말기의 정세에 유행하면서 대중화되었다. 삼협오의는 쉬운 문자에 책 중간 중간 그림을 삽입하는 등의 기법을 활용하여 일반 시민들이 쉽게 알아볼 수 있었다고 한다. 1900년대부터는 청나라, 중화민국의 라디오와 텔레비전 드라마로 방영되기 시작하여 이후 텔레비전 드라마, 영화, 연극화되었다. 한국에는 1993년작 드라마 《판관 포청천》이 소개됨으로써 널리 알려지게 되었다. 중화인민공화국 수립 후 카이펑의 청심루에는 포청천의 대형 동상이 세워졌다.

## 저서
- 《효숙포공주의(孝肅包公奏議)》
- 《포증집(包拯集)》

## 관련 서적
- 《용도공안(龍圖公案)》
- 《삼협오의(三俠五義)》
- 《칠협오의(七俠五義)》

## 평가

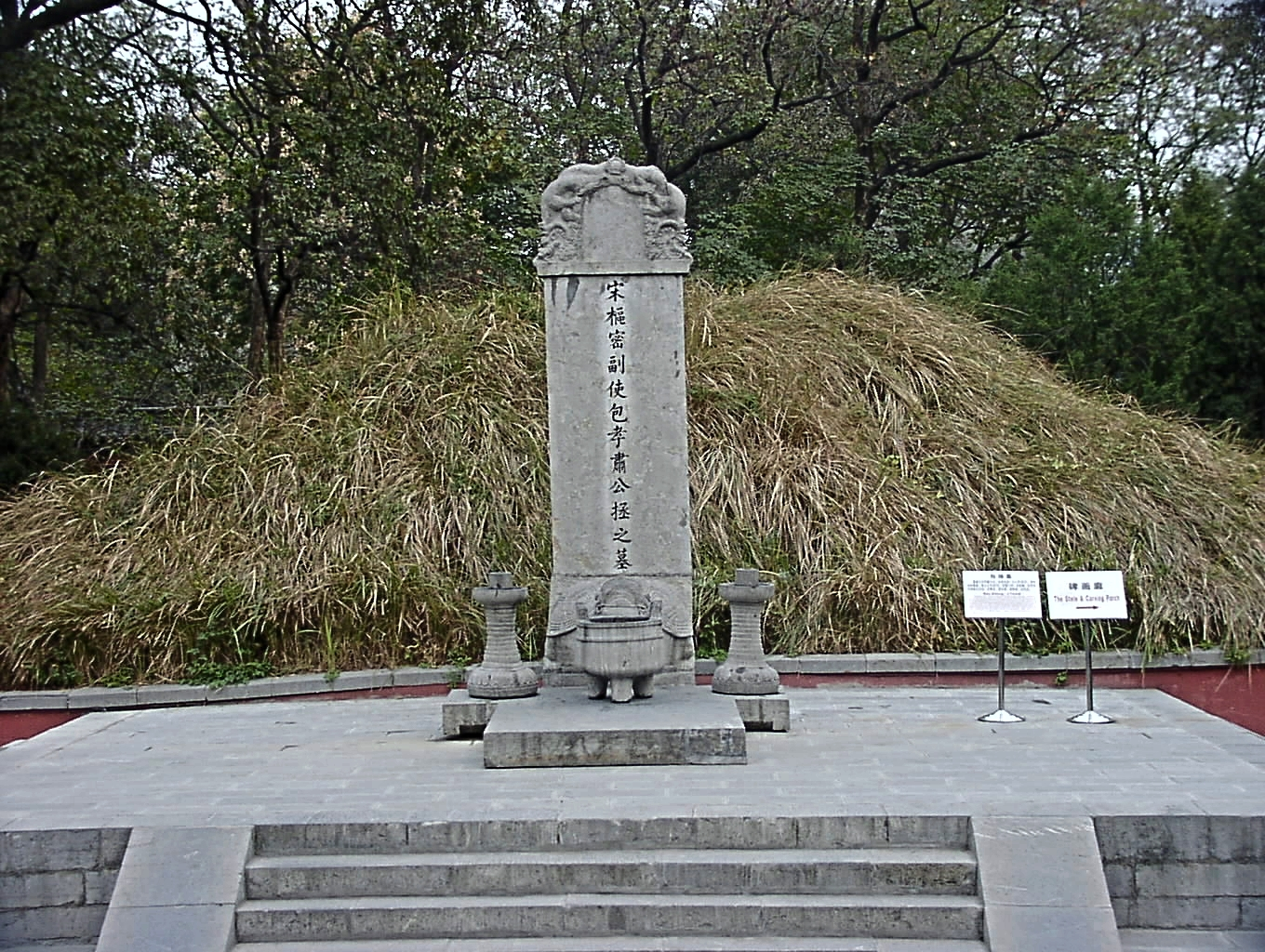
포청천 묘 (중국 안후이성 합비 시 소재)

관료생활을 하는 동안 사적인 인연에 얽매이지 않고, 사심없이 공평하고 사사로움이 없는 정치를 펼쳐 인망이 높았다. 중국 각지의 무림의 고수들이 자원해서 그를 신변보호해주기도 하였다. 지방관으로 있을 때는 부당한 세금을 없애고, 귀족과 황족, 외척 등에 의한 횡포로 고통받는 민중의 억울한 사건을 명쾌하게 해결해 주었고, 강도와 마적떼를 소탕하였다. 판관이 되자 부패한 정치가들을 엄정하게 처벌하였으며, 사치하지 않고 소박하고 검소한 생활을 하여 청백리로 칭송되었다. 그가 죽자 민중들은 그를 그리워하였고, 이후 민담과 전승의 대상이 되었다. 고우영 화백의 역사만화 《만화 십팔사략》(두산동아)에 의하면, 포증은 인권을 짓밞는 구조적 죄로 인해 고통받는 민중들을 보면서 마음 아파했다고 전해진다.

## 가족 관계
- 포원외 : 아버지
- 포산 : 포증의 형
- 동씨부인(董氏夫人, ? ~ 1068년) : 포증의 부인.
- 한씨부인(韓氏夫人) : 포증의 두 번째 부인.
- 손부인(孫夫人): 세 번째 부인(혹은 첩).
- 포면(包勉) : 포증의 조카
- 포흥(包興) : 포가촌 주민, 친족

## 그 외의 관계
- 방리(方璃) : 태사 방길의 차녀.
- 방욱(方旭) : 태사 방길의 장남.
- 이백영(李柏鍈) : 태사 방길의 며느리. 방욱의 부인.
- 원비 방씨(愿妃 方氏) : 송인종의 후궁. 태사 방길의 장녀.

## 무속 신앙
원나라 때 이후부터 그는 중국의 민간과 무속의 신으로 숭배되었다. 또한 전승에는 그가 지옥 중 5번째 지옥을 관장하는 신이 되었다는 전승도 전해진다.

## 미디어

### 중국

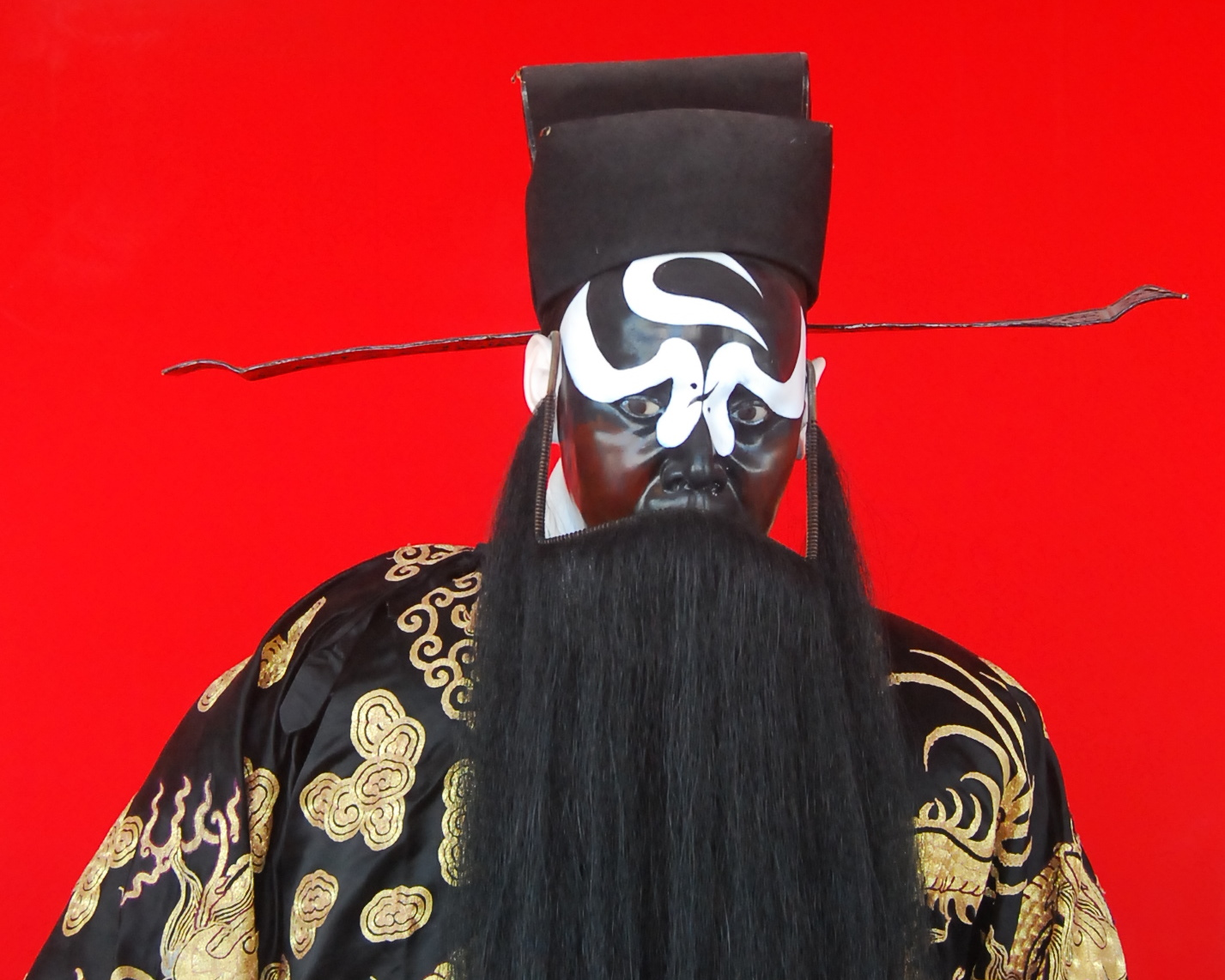
경극에 나오는 포청천 (배우 분)

포증은 흔히 포청천(包靑天)으로 많이 알려져 있는데, 중화민국에서 그를 소재로 한 드라마가 제작되었다. 《판관 포청천》과 시나리오를 공유하는 《칠협오의》라는 드라마도 같이 제작되었는데, 《칠협오의》에서 포청천은 주인공이 아니라 오의라 불리는 다섯 형제의 주변인물로서 등장한다.

### 대한민국
1994년에 MBC에서 추석특집 영화 시리즈인 《포청천》을 방영하였다. 그 뒤 1994년 10월 14일부터 1996년 10월 11일까지 금요일 밤 시간대로, KBS 2TV에서 1993년작 드라마인 《판관 포청천》을 방영하였으며, 1995년 2월 3일에 비디오로 출시하였다. 1990년대 후반과 2000년대 초반 사이에는 iTV에서도 《판관 포청천》을 방영하였으며, 2010년 3월 1일부터 2011년 1월 21일까지 경인TV(OBS)가 2008년작 드라마인 《돌아온 판관 포청천》을 방영하였다.
드라마 속에서 포증은 검은 얼굴에 이마에는 초승달 무늬가 박혀 있는 특징있는 외모로 등장한다. 방영당시 드라마 포청천은 인기를 끌었는데, 이는 공손책 책사 등의 도움을 받아 법을 공정하게 집행하는 포청천 판관의 모습이 시청자들에게 대리만족을 주었기 때문이다. 이는 시청자들이 불공평한 사회에 큰 불만을 갖고 있다는 뜻이기도 하다. 흔히 포청천을 판관으로 잘못 알고 있으나 포청천은 개봉부윤(開封府尹), 즉 당시 수도였던 개봉의 책임자인 시장으로서 재판만 하던 것이 아니라 개봉의 내치까지도 다스리는 중요한 자리였다.

### 등장 인물
- 포증(포청천) : 개봉부윤(수도 개봉부의 장으로, 3품이다.)
- 전조 : 포증의 호위무사. 벼슬은 어전4품 대도호위. 강호인 출신으로 무예에 뛰어나, 북협 구양춘에 비하여 남협으로 불린다.
- 공손책 : 포증의 책사. 학문이 뛰어나고 기억력이 남다르며, 의술에도 일가견이 있다.
- 왕조, 마한, 장룡, 조호 : 포증의 호위, 전조의 부하. 본래 산적이었으나 무사로 존경해오던 전조를 만나고 포증을 섬기게 되었다. 포증 밑에서 가마꾼, 무사, 도부수, 급사 등 여러 가지 임무를 수행하는 다목적 인력들이다.
- 칠협오의 : 포증의 조력자로 장남 노방, 차남 한장, 삼남 서경, 사남 장평, 오남 백옥당으로 이루어져 있으며 백옥당이 전조와 라이벌이다.

- 노방: 이명 박쥐. 무기는 언월도이며 맨손 무예도 엄청 뛰어나다.
- 한장: 이명 두더지. 무기는 클로이며 땅 속에서 자유자재로 움직인다.
- 서경: 이명 천산갑. 무기는 모닝스타 또는 도끼이며 괴력을 지녔다.
- 장평: 이명 수달. 무기는 화약이며 형제들의 책사를 담당한다. 또한 물 속에서 자유자재로 움직인다.
- 백옥당: 이명 청설모. 무기는 검이며 전조와 비슷한 스타일의 무예를 지녔다.

- 인종 : 송나라 황제
- 팔왕(조덕방) : 황제의 숙부로, 현명한 판단력으로 팔현왕이라 불린다. 포증을 여러면으로 돕는다.
- 방길 : 황제가 총애하는 귀비의 아버지로 벼슬은 태사. 포증의 정적으로 그 아들 방욱은 포증에게 참수당한다.

### 만화에서의 언급
- 만화가 고우영 화백은 만화 십팔사략에서 포청천은 송나라 시대의 실존인물로, 권리를 존중받지 못하는 민중들에게는 연민을,불의한 사회에 대해서는 분노와 절망을 느꼈다고 말한다.

## 포청천을 연기한 배우

### 텔레비전 드라마
- 의명 : 포청천, 중화민국 드라마 (1973)
- 김초군 : 포청천, 중화민국 CTS 드라마 (1994, 1999), 홍콩 aTV 드라마 (1995), 중화인민공화국 드라마 (2008, 2010, 2011)
- 장복건 : 칠협오의, 중화민국 CTS 드라마 (1994)
- 적룡 홍콩TVB
- 황유덕 : 개봉부전기, 중화민국 드라마 (2017)

### 영화
- 소라권 - 오서투동경(五鼠鬧東京), 영화 (1964)

## 포증을 소재로 한 작품

### 드라마
- 중화민국 포청천(1974년)
- 중화민국 포청천(1993년)
- 홍콩 포청천(1995년)
- 홍콩 포청천(1995~1997년)
- 중국 포청천(2008년)
- 중화인민공화국 신 포청천: 칠협오의(2009년)
- 중화인민공화국 포청천 2011(2011년)
- 중화인민공화국 판관 포청천 2012(2012년)

## 같이 보기
| - 공손책 - 북송 진종 - 북송 인종 - 왕안석 - 사마광 - 양양왕 - 전조 - 개봉부 | - 작두 - 방길 - 삼협오의 - 칠협오의 - 팔연왕 - 육합왕 - 정약용 - 여주 | - 방욱 - 용도공안 - 경극 |